# Homoplastis agathoclea
Homoplastis agathoclea är en fjärilsart som beskrevs av Edward Meyrick 1926. Homoplastis agathoclea ingår i släktet Homoplastis och familjen praktmalar, Oecophoridae. Inga underarter finns listade i Catalogue of Life.